# Menhir von Artern
Der Menhir von Artern, auch Menhir von Edersleben oder Speckseite genannt, war ein vorgeschichtlicher Menhir bei Artern im Kyffhäuserkreis, Thüringen. Er wurde 1859 zerstört.

## Lage
Der Menhir befand sich auf der Grenze zwischen Edersleben und Riethnordhausen, etwa 600 Schritt (450 m) außerhalb von Edersleben am Weg nach Borxleben. In der Nähe lag der Sachsengraben. Die an den Stein grenzenden Fluren trugen die Namen „Am langen Stein“ und „Langensteingewende“.

## Beschreibung
Der Stein bestand aus Kieselquarz. Er hatte eine Höhe von 5 Fuß (1,58 m) und eine Breite von 4,5 Fuß (1,30 m). Er wies mehrere mulden- und furchenförmige Vertiefungen auf. 1859 wurde der Menhir im Zuge der Separation zerstört. Seine Überreste wurden als Wegpflasterung verwendet.
Funde aus der Umgebung des Steins stammen aus der Bandkeramik, der Schnurkeramikkultur, der Vollbronzezeit und der Hallstattzeit. Bedeutende Befunde stellen einige Gräber dar, aus denen Beile und eiserne Gegenstände stammen.

## Der Menhir in regionalen Sagen
Um den Menhir ranken sich zwei Sagen: Zum einen soll er das Denkmal für einen in der Schlacht gefallenen Fürsten sein. Eine andere Sage berichtet von einer Riesin. Diese war von Norden nach Süden unterwegs und trug eine große Speckseite auf dem Rücken, die mit Stricken festgemacht war. Bei Edersleben machte sie Rast und kippte Steine aus ihren Schuhen. Diese Steine sollen später von den Bauern als Feldmarken benutzt worden sein. Da der Riesin ihre Last zu schwer geworden war, rief sie die Götter an, dass sie sie in Stein verwandeln sollten. Sie erhörten die Bitte der Riesin und machten die Speckseite zu Stein. Die Furchen sollen von den Eindrücken der Stricke herrühren.